# Rétság
Rétság [réčág] (slovensky Lúčne Šahy, srbsky Ретшаг, Retšag) je město v Maďarsku v župě Nógrád. Nachází se pod pohořím Börzsöny, asi 66 km jihozápadně od župního města Salgótarjánu a je správním městem stejnojmenného okresu. V roce 2018 zde žilo 2 705 obyvatel. Podle údajů z roku 2011 zde žilo 85,3 % Maďarů, 3,3 % Romů, 1,6 % Slováků a 0,7 % Němců.
Nejbližšími městy jsou Balassagyarmat a Vác. Blízko jsou též obce Bánk, Berkenye, Diósjenő, Nőtincs, Nógrád, Szendehely, Tereske a Tolmács.
Nachází se zde letiště Rétság-Tolmács.